# Хронология антисемитизма
Хронология антисемитизма — исторические события, связанные с проявлениями антисемитизма — разновидности ксенофобии, идеологии враждебного отношения к евреям как к этнической или религиозной группе.

## В Античности
- III век до н. э. — сочинение жреца Манефона об исходе евреев из Египта, где евреи представлены «нечистыми»[1][2].
- 169 год до н. э. — разорение Антиохом Иерусалимского храма.
- 19 год — запрет иудаизма в Риме.
- 38 год — первый в истории антиеврейский погром в Александрии.[3][4]
- До 47 года — обвинение евреев в человеческих жертвоприношениях, опубликованное Апионом[5]. Впоследствии оно транслировалось в кровавый навет.
- 59 год — погром в Кейсарии[6].
- 313 год — антиеврейский эдикт императора Константина.
- 387 год — антисемитские проповеди Иоанна Златоуста в Антиохии.[7]
- 388 год — христиане по наущению местного епископа, предводительствуемые несколькими монахами, разгромили синагогу города Каллиникум (Месопотамия) при поддержке Святого Амвросия[8][9].
- 414 год — одно из первых изгнаний евреев из христианских стран в Александрии при византийском патриархе Кирилле.[3]
- 415 год — инцидент в Инместаре, одно из первых обвинений евреев в ритуальном убийстве в сочинении Сократа Схоластика[10].

## В Средние века
- В 613 году все испанские евреи, отказавшиеся принять крещение, были вынуждены покинуть страну по приказу короля Сисебута. Остальные спустя несколько лет были обращены в рабство.[11][12]
- 622—628 годы — конфликт между иудейскими племенами и мусульманским пророком Мухаммедом в городе Медина.[13][14]
- В 638 году Шестой Толедский собор постановил, что лишь католики могут жить в Испании. Часть евреев приняла христианство, остальные вновь вынуждены были покинуть страну.[15]
- 640-е годы — окончательное изгнание иудеев из центральных и северных областей Аравийского полуострова халифом Омаром.[16]
- В 1007 году епископ Лиможа Альдуин потребовал от евреев, проживавших на территории его епархии, немедленно креститься или покинуть Лимож. Большинство евреев покинули город.[17]
- Весной 1097 года в Херсоне произошло изгнание из города всех еврейских купцов.[18]
- В 1144 году в Норфолке произошёл первый зафиксированный в истории случай кровавого навета.[19]
- В 1182 году король Франции Филипп II Август опубликовал указ об изгнании из Франции всех евреев и конфискации принадлежавшей им собственности. Большинство изгнанников нашли прибежище в соседних с Францией графстве Шампань, королевстве Прованс, графстве Венессен и других местах.[17]
- 1215 год — Четвёртый Латеранский собор потребовал от евреев носить на одежде специальные опознавательные знаки или ходить в особых головных уборах.
- 18 июля 1290 года король Англии Эдуард I издал указ об изгнании из страны всех евреев.
- 19 июля (или 22 июля) 1306 года король Филипп IV Красивый издал указ о выселении евреев из Франции и конфискации всей их собственности. На выселение был дан один месяц. Евреев изгнали также Лотарингия, Савойя, Дофине, Франш-Конте.[17]
- 10 января 1347 года власти Базеля обвинили евреев в эпидемии чумы. 600 евреев сожжено, 200 еврейских детей обращено в христианство, кладбище разрушено, синагога сожжена, евреи изгнаны из страны.[20]
- 1378 год — испанский архиепископ Фелипе Мартинес выступил с антиеврейскими проповедями и призывами к насилию.
- 4 июня 1391 года в Севилье начался антиеврейский погром. Было убито около 4000 человек, множество евреев приняли насильственное крещение.[21]
- 1421 год — Изгнание евреев из Австрии.
- В 1454 году власти Чехии приказали евреям покинуть пять из шести «королевских городов» Моравии — Брно, Йиглаву, Оломоуц, Зноймо (Цнаим) и Нове-Место-на-Мораве (Нойштадт), дав на сборы четыре месяца.[22]
- 31 марта 1492 года — испанская королевская чета Фернандо и Изабелла опубликовала Альгамбрский декрет об изгнании евреев из Испании.[23]

## В Новое время (до XIX века)
- В 1579 году султан Османской империи Мурад III узнав, что еврейские женщины носят шёлковую одежду, украшенную драгоценными камнями, приказал уничтожить всех евреев в империи.[24] Указ был отменён благодаря одному из советников великого визиря — еврею Шломо Ашкенази. Однако для евреев была введена особая одежда, в частности женщинам было запрещено носить шёлк, а мужчинам были предписаны особой формы шляпы.[25]
- 23 апреля 1615 года Людовик XIII издал указ об изгнании евреев из Франции в течение месяца под страхом смерти. Евреям было запрещено жить не только во Франции, но и в её колониях.[26]
- В 1669 году в Киеве Иоаникий Галятовский издал трактат «Мессия правдивый» с первым в православной литературе обоснованием кровавого навета[27].
- 26 апреля 1727 года — указ императрицы Екатерины I о высылке евреев из России.[28]
- 2 декабря 1742 года — указ императрицы Елизаветы Петровны о высылке евреев из России.[28]
- 1791 год — указом Екатерины II определена Черта оседлости.
- 1799 год — сенненское дело: первое дело с кровавым наветом в Российской империи.

## В XIX веке
- 1815 год — в 6-м томе сочинения «История российской иерархии» архимандрит Амвросий (Орнатский) описал со ссылкой на монастырские записки Слуцкого Свято-Троицкого монастыря легенду о Гаврииле Заблудовском.
- 1816 год — Гродненское дело, кровавый навет.
- 1817 год — император Александр I запрещает возводить на евреев кровавый навет.
- 1821 год — погром в Одессе.[29]
- 1823 год — Велижское дело, кровавый навет.
- 1840 год — Дамасское дело и Кровавый навет на Родосе.
- 1844 год — императору Николаю I представлена брошюра Министерства внутренних дел «Разыскание об убиении евреями христианских младенцев и употреблении крови их».
- 1850 год — Рихард Вагнер опубликовал в журнале «Neue Zeitschrift für Musik» эссе «Еврейство в музыке».
- 1853 год — Саратовское дело, кровавый навет.
- 1859 год — погром в Одессе.[29]
- 1861 год — вышло исследование профессора Даниила Хвольсона «О некоторых средневековых обвинениях против евреев».
- 1862 год — погром в Аккермане.
- 1871 год — погром в Одессе.
- 1876 год — опубликована книга Ипполита Лютостанского «Вопрос об употреблении евреями-сектаторами христианской крови для религиозных целей в связи с вопросом об отношениях еврейства к христианству вообще».
- 1878 год — Адольф Штекер создал в Австрии первую в истории антисемитскую политическую партию[30].
- 1880 год — Вильгельм Марр впервые употребляет термин «антисемитизм» в памфлете «Победа германизма над еврейством» (нем. Der Weg zum Sieg des Germanenthums über das Judenthum).
- 1881—1882 годы — массовые погромы в Российской империи. В том числе:
  - 15-17 апреля 1881 года — погром в Елисаветграде.
  - 26 апреля 1881 года — погром в Киеве
  - 13-16 декабря 1881 года состоялся погром в Варшаве.
- 3 мая 1882 года в Российской империи были введены так называемые «Майские законы». Они отменили некоторые принятые ранее при Александре II нормативные акты, разрешавшие некоторым категориям евреев проживать вне черты оседлости. После этого состоялось очередное изгнание евреев из крупных городов.[31][32] В самой черте оседлости евреям было запрещено селиться, арендовать и приобретать недвижимость вне городов и местечек.[33]
- 1882—1883 — Кровавый навет в Тисаэсларе.
- 11 сентября 1882 года — открылся первый международный антисемитский конгресс в Дрездене[34].
- 1886 год — во Франции выходит антисемитская книга Эдуарда Дрюмона «Еврейская Франция».
- 1894 год — «Дело Дрейфуса» во Франции[35].
- 1897 год — австрийский антисемит Карл Люгер был избран мэром Вены[35].
- 1899 год — в Германии вышла книга Хьюстона Чемберлена «Основы XIX века». В ней он изложил в том числе идеи расового антисемитизма.

## В XX веке
- 7 (20) апреля 1902 года — в № 9372 газеты «Новое время» (СПб) опубликована статья Михаила Меньшикова, в которой впервые упоминаются Протоколы сионских мудрецов. Меньшиков сомневается в подлинности «Протоколов»[36].
- Апрель 1903 год — погром в Кишинёве.
- 10 сентября (27 августа) — 20 (7) сентября 1903 года — в петербургской газете «Знамя», издаваемой Павлом Крушеваном, под названием «Программа завоевания мира евреями» впервые публикуются «Протоколы сионских мудрецов»[36].
- 1905—1906 годы — массовые погромы в Российской империи.
- 1907 год — погромы в Румынии.
- Март 1908 года — крупный погром в Яффо, 13 человек были тяжело ранены, несколько из них умерли[37][38][39].
- 30 октября 1910 года — Ширазский погром.
- 25 сентября—28 октября 1913 года — судебный процесс по Делу Бейлиса в России.
- Ноябрь 1913—1914 — Фастовское дело, кровавый навет.
- 28 марта 1917 года — Джемаль-паша, оттоманский губернатор Палестины издал указ об изгнании всех евреев из Иерусалима, Яффо и Тель-Авива[40].
- 30 ноября 1918 года — Государственным департаментом США опубликован доклад, получивший название «Большевизм и иудаизм», составленный Борисом Бразолем и обвинявший американских евреев в организации свержения царского правительства в России[41].
- 22 мая 1920 года — в газете Генри Форда «Дирборн Индепендент» началась публикация серии антисемитских статей, подборка которых впоследствии была издана в виде книги «Международное еврейство»[42].

16 января 1921 года 119 видных американцев, включая 3 президентов, 9 госсекретарей, 1 кардинала и множество других государственных и общественных деятелей США, опубликовала открытое письмо с осуждением антисемитизма Генри Форда.
- 24 августа 1929 года — погром в Хевроне (подмандатная Палестина). 67 евреев убиты, остальные изгнаны из города.
- 12 сентября 1931 года — погром на Кюрфюрстендамме, первая массовая антисемитская акция в Веймарской республике[44].
- 1 апреля 1933 года — Бойкот еврейских предприятий по всей Германии[нем.]. Фактически легализована антиеврейская деятельность в стране.[45]
- 7 апреля 1933 года — Введение в действие немецкого «Закона о восстановлении профессионального чиновничества» и увольнение всех чиновников, кто имел хотя бы одного пра-родителя еврея.[46]
- 25 апреля 1933 года — Введение квот для евреев в учебных заведениях Германии: не более 5 % в каждой школе и не более 1,5 % в университетах.[47]
- 10 мая 1933 года — Публичное сожжение произведений еврейских авторов и антинацистских книг в Германии.[48]
- 2 июля 1934 года турецкая пронацистская группировка во главе с Дж. Р. Атилханом организовала еврейские погромы в ряде городов Восточной Фракии. Власти решительно пресекли антиеврейские беспорядки.[25]
- 15 сентября 1935 года — В Германии приняты расистские Нюрнбергские законы, направленные против евреев.[49]
- 14 июля 1938 года — опубликован «Манифест итальянского расизма»[50].
- 2 октября 1938 года — погром в Тверии (Палестина)
- 18-20 сентября 1939 года — после ухода польских перед вступлением советских войск в Гродно произошёл антиеврейский погром.[51]
- 28 ноября 1940 года — премьера немецкого пропагандистского фильма Фрица Хипплера «Вечный жид».
- 1941 — багдадский погром («Фархуд»), унёсший жизни не менее 175 евреев
- 2 марта 1942 года — уничтожение Минского гетто, убито около 5000 человек.
- 22 июля 1942 года — начало депортация евреев из Варшавского гетто в лагеря смерти.
- 11 августа 1945 года — погром в Кракове, Польша. 1 женщина убита, 5 человек тяжело ранены.
- 1945—1947 — серия еврейских погромов в арабских странах (триполитанский, каирский, алеппский, аденский, манамский и др.)
- 4 июля 1946 года — погром в Кельце, Польша. Более 40 погибших и 50 раненых.
- 12 января 1948 года — убийство Соломона Михоэлса.
- 1948—1952 годы — «Дело Еврейского антифашистского комитета» в СССР.
- 1948—1970-е гг. — массовый исход евреев из мусульманских стран
- 1952—1953 годы — «Дело врачей» в СССР.
- 9 августа 1960 год — Кровавый навет в Буйнакске.
- Октябрь 1963 года — издание антисемитской книги «Иудаизм без прикрас» в СССР.
- 28 октября 1965 года — принятие Вторым Ватиканским собором «Декларации об отношении Церкви к нехристианским религиям» с прямым осуждением антисемитизма.[52]
- 6 сентября 1986 года террорист из палестинской организации Абу Нидаля расстрелял из автомата посетителей стамбульской синагоги «Неве Шалом» во время субботней молитвы. Было убито 22 и ранено 6 евреев.[53][54]
- 1 марта 1992 года террорист ливанской организации Хизбалла бросил ручную гранату в синагогу «Неве Шалом» в Стамбуле. Погибших не было, один прохожий был ранен.[55]

## В XXI веке
- 15 ноября 2003 года с помощью заминированных автомобилей, которые вели смертники, были осуществлены взрывы возле двух синагог в Стамбуле. 25 человек были убиты и более 300 ранены[56]
- 26 октября 2005 года президент Ирана Махмуд Ахмадинежад на проходящей в Тегеране конференции «Мир без сионизма» призвал стереть Израиль с лица земли.[57]
- 21 января 2006 года в Париже был похищен и после жестоких пыток 13 февраля убит 23-летний Илан Халими.[58] Французская полиция признала, что это преступление произошло на почве антисемитизма.[59][60]
- 28 ноября 2008 года в Израиле оглашён приговор по делу молодёжной группы неонацистов — репатриантов из бывшего СССР, нападавших на религиозных евреев и осквернявших синагоги. Процесс стал шоком для израильского общества, впервые столкнувшегося с нацистами среди собственных граждан.[61][62]
- Январь 2009 — ряд антисемитских акций в Турции, связанных с израильской операцией Литой свинец[63].
- 10 июня 2009 года 88-летний расист и антисемит Джеймс фон Брунн застрелил охранника Мемориального музея Холокоста в Вашингтоне.[64][65]
- 13 декабря 2009 года в Кишинёве толпа под руководством священника Анатолия Чибрика разбила установленный в центре столицы ханукальный светильник.[66][67]
- В июне 2010 года в турецких магазинах появились плакаты с надписью «Мы не принимаем собак и израильтян»[68], а исламисты угрожали насилием турецким евреям в связи с турецко-израильским конфликтом вокруг «Флотилии свободы»[69].
- 2 марта 2011 года Папа Римский Бенедикт XVI опубликовал выдержки из своей новой книги «Иисус из Назарета», в которой снял с евреев вину за гибель Христа[70].
- 7 октября 2023 года вторжение ХАМАС в Израиль